# Hortaleza

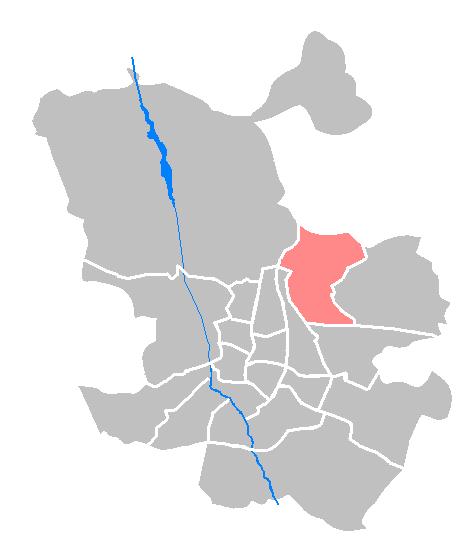
Hortaleza

Hortaleza är ett distrikt i Madrid beläget i den nordöstra delen av staden. Hortaleza gränsar till distrikten Barajas, San Blas, Ciudad Lineal och Fuencarral-El Pardo och till staden Alcobendas.
Distriktet består av följande stadsdelar: Pinar del Rey, Canillas, Valdefuentes, Apóstol Santiago, Piovera och Palomas. I stadsdelen Pinar del Rey ligger den historiska delen av Hortaleza (Villa de Hortaleza).
Befolkningen uppgår till 153 848 invånare på en yta av 2 801 hektar.

## Historia
Från att fram till 1940-talet varit en by, har Hortaleza växt fram först som ett distrikt med ganska dåliga kommunikationer med centrala Madrid för att slutligen från 1990-talet förfoga över flera metrostationer (Linje 4 och 8), och motorvägarna M-11 och M-40 och många stora köpcentrum. Hortaleza består av den tidigare kommunen Hortaleza och en del av Canillas, vilka båda införlivades i den spanska huvudstaden genom två förordningar 1949.
Den 15 januari 2007 invigdes metrostationen Pinar del Rey som en del av Linje 8. 
Inom distriktets gränser ligger PAU-Sanchinarro (en symbol för detta bostadscentra är Edificio Mirador) och Valdebebas (f.n. under uppbyggnad, 2008), där också sportcentrat Real Madrid ligger.

## Befolkning
Socioekonomiskt sett har området blandade inkomstnivåer för sina invånare, även om de under senare år stigande bostadspriserna har delvis drivit bort familjer med mindre resurser och ökade bidrag vilka har ersatts med familjer med högre inkomster. I distriktet är andel invandrare lägre än genomsnittet för distrikten i Madrid, förmodligen på grund av ett relativt stort avstånd till industri- och arbetsområden, förutom invandrare från länder inom EU, vilka överstiger genomsnittet.
I Hortaleza finns många föreningar för medborgarna, en framträdande sådan är radiostationen Radio Enlace.

## Bostäder m m
Området består i huvudsak av bostäder, förutom ett industriområde och service- och köpcentra. De stora husen tillhörande greve Orgaz i söder och några byggnader för Las Cárcavas kontrasterar med de medelstora bostäderna i Pinar del Rey, Santa Maria, San Lorenzo, Manoteras eller Canillas. Underlåtenhet att under mer än 30 år slutföra omplacering av invånarna i UVA (Unidad Vecinal de Absorción) i Hortaleza från deras tillfälliga bostäder till nya bostäder gör detta till den förmodligen mest utdragna omflyttningen i regionen Madrid.
Bostadsområdena har blivit oregelbundet utformade på grund av deras olika tillväxt, detta har dock något dämpats genom byggandet av nya tillfartsvägar.
Stadsdelen har 50% fler träd (16 400) än genomsnittet av distrikten i Madrid. 

## Platser av intresse
- Affärscentra: Sanchinarro (Hipercor), Campo de las Naciones (Hipercor), Gran Vía de Hortaleza (Carrefour), Dreams (Palacio de Hielo) och Centro Comercial Colombia (CCC)
- Parque Juan Carlos I, och mässområdet Campo de las Naciones-IFEMA.
- C.O.E. (Calle Ayacucho) Spanska olympiska kommittén
- Ciudad Deportiva del Real Madrid C.F. (Valdebebas)
- Polideportivos (La U.V.A, Villarrosa (Luis Aragonés))
- Huerta de la Salud (Mar de las Antillas)